# 赫尔辛基理工大学
赫尔辛基理工大学（芬蘭語：Teknillinen korkeakoulu，缩写：TKK，之前在英语中缩写为HUT），中文翻译中亦有称赫尔辛基工业大学或赫尔辛基技术大学，曾是芬兰的一所理工科大学，位于赫尔辛基大区中埃斯波的奥塔涅米。2010年该大学合并至新的阿尔托大学。之后曾用过一个过渡性的名称阿尔托大学理工学院。2011年起其已经划分为组成阿尔托大学六个学院中的四个理工类学院。
赫尔辛基理工大学历史悠久，其创始可以追溯到1849年，当时，为了努力提高地方工业竞争力，及在芬兰展开系统的技术教育，成立了赫尔辛基技术学校。1908年被正式命名为赫尔辛基理工大学，1966年迁来现址。目前有250多位教授以及超过1万5千名注册学生(来自90多个国家，超过1300名国际学生)。2008年1月1日，学校进行结构调整，重组之后学校现设立4个学院，下辖25个系以及若干个独立单元。赫尔辛基理工大学颁发以下方面学位：工程学位 (芬兰语：diplomi-insinööri，或DI)，建筑学位，景观设计学位以及博士学位。根据芬兰理工科大学的定义，赫尔辛基理工大学原来只颁发硕士或更高级别学位；2005年实施博洛尼亚进程后，也开始颁发学士学位。芬兰工程师（理学硕士）(M.Sc)和建筑师中，42%毕业于TKK，理学博士(D.Sc)中则有50%毕业于TKK (2006年统计)。 2010年，赫尔辛基理工大学与赫尔辛基经济学院和赫尔辛基艺术设计大学合并成一所新的大学——阿尔托大学。
赫尔辛基理工大学在众多研究领域均有建树,并拥有十数个国家级卓越研究中心。其低温实验室创下了世界最低温度记录；其移动通信领域的研究和教学处于国际一流水平；而与木材处理相关的化学技术同样在世界范围内领先。赫尔辛基理工大学每年跟芬兰各领域的工业巨头有很多合作项目，如诺基亚及其他信息与通信技术公司、森林工业、机械工程、化学品和纳米技术，以及芬兰国防部和VTT技术研究中心。
世界上最早的商业化全合成——樟脑即由赫尔辛基理工大学首位化学教授Gustaf Komppa研制成功。诺贝尔化学奖获得者阿尔图里·维尔塔宁也曾在赫尔辛基理工大学化学系担任教授。近年来，TKK 投巨资于纳米技术的研究，并拥有北欧及波罗的海国家中最大的无尘室，及欧洲最大的显微镜集群。
整个奥塔涅米校区的许多建筑都由世界著名建筑设计师阿尔瓦尔·阿尔托设计。

## 历史
赫尔辛基理工大学是由芬兰大公国承命作为制造和手工业学校在赫尔辛基区而立，名为Helsingin teknillinen reaalikoulu，与另外2个在万塔和图尔库的学校齐名。1872年，学校被更名为Polyteknillinen koulu (Polytechnical School）。1878年, 改为Polyteknillinen opisto (Polytechnical Institute), 与此同时，另外2所学校被降级为学院。随着赫尔辛基理工大学的入学和毕业比例逐年增加，学校受到更多的社会尊重与支持。赫尔辛基理工大学在1908年更被升级为大学级别，校名沿用至今。并且，成为了芬兰境内成立的第二所大学。1955年开始修建学生村，1966年，校舍从赫尔辛基市区迁到埃斯波的奥塔涅米区。此外，芬兰人一般认为自己的理工类大学比综合类大学稍好。
赫尔辛基理工大学的英文缩写为HUT，瑞典文缩写为TH。2005年，正式官方定名为芬兰文缩写TKK。

## 研究与教学

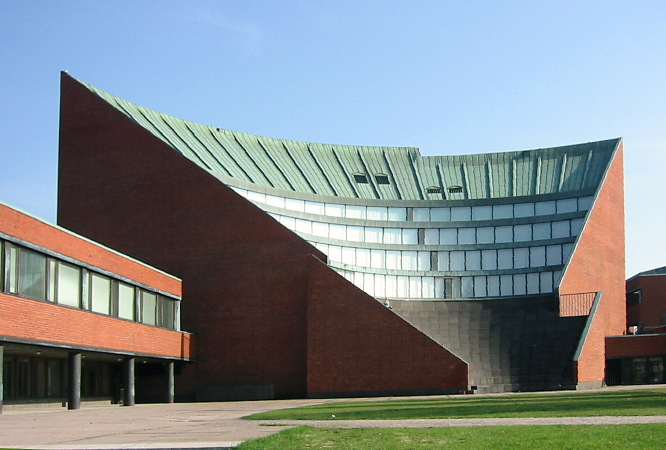
阿尔瓦尔·阿尔托里程碑性的主楼礼堂设计. 里面主要是大礼堂, 外面的小型阶梯可以用于娱乐和其他活动。

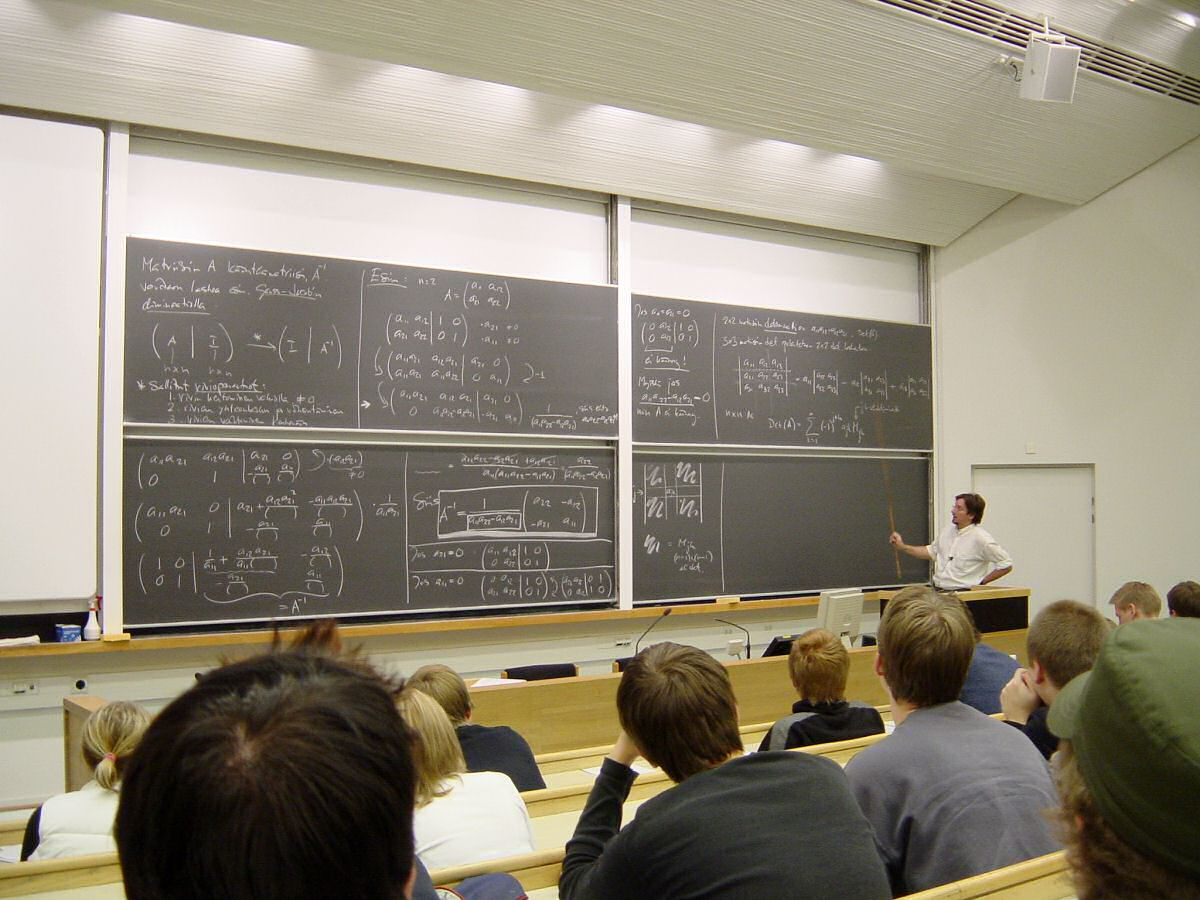
一堂在主楼里面研究生的高等数学课

### 学位列表
这里所有赫工大提供的工程学位(DI)都是“大学工程学位”("university engineer")，一个硕士学位需要5年完成（中值来说），与此不同的是建筑学硕士学位（M.Sc in Architecture）和景观建筑学硕士学位（M.Sc in Landscape Architecture）。从2005年开始，根据博落尼亚标准，所有学生在DI或者建筑学硕士学位之前必须先完成一个中间学位。这个学位就是通常所说的本科学位(tekniikan kandidaatti, TKK)。赫尔辛基理工大学除了一些国际项目学科外，本身不全面提供本科学位。在校学生只会作为研究生而被接纳。外籍学生要求拥有本科学位才可进行课程进修，因为只有研究生课程才是完全英语授课。博士学位通常被授予科学博士学位（Doctor of Science in Technology）。

#### 国际硕士项目
- 生物信息学 Bioinformatics
- 通信生态系统学 Communications Ecosystems
- 通信工程 Communications Engineering
- 创造性可持续发展学 Creative Sustainability
- 电气工程 Electrical Engineering
- 环境技术学 Environmental Technology (2012开始)
- 森林制造工程技术 Forest Products Technology
- 高级计算应用学 Foundations of Advanced Computing
- 地理信息学 Geoinformatics
- 国际商业管理设计International Design Business Management
- 机器学习与数据挖掘 Machine Learning and Data Mining
- 空间规划 Managing Spatial Change (2011年开始)
- 机械工程 Mechanical Engineering (2011年开始)
- 微型-纳米技术 Micro- and Nanotechnology
- 移动计算学-服务于安全 Mobile Computing - Services and Security
- 过程系统工程 Process Systems Engineering
- 无线电科学与工程 Radio Science and Engineering
- 房地产投资于金融 Real Estate Investment and Finance
- 工程与服务设计 Service Design and Engineering
- 工程管理与服务 Service Management and Engineering
- 工程策略学 Strategy

#### Erasmus Mundus 硕士项目
该项目是欧洲高等教育领域内的一个合作项目，也是一个交流项目。旨在提高欧洲高等教育的质量，并通过与第三世界国家的合作来加强文化间的交流。该计划通过设置高质量的硕士课程，接纳世界各地的大学生和教育界人士在欧洲的大学里进行硕士课程的学习，鼓励欧洲的大学生和教育界人士到第三世界国家学习，以达到加强欧洲各国在高等教育领域的合作以及与国际间的交流。

#### 一般硕士项目
赫工大提供19个一般硕士项目，大多数这样的课程用芬兰语或瑞典语授课。

### 手机通讯和电器工程
赫尔辛基理工大学以其在手机通讯工程方面艺术级的研究而闻名，与诺基亚和Ericsson的协作过程中，赫尔辛基理工大学正在手机工程方面始终扮演着一个举足轻重的活跃角色。

### 卓越研究中心
卓越研究中心由芬兰科学院(Academy of Finland)作为最高研究中心选定而成，并且分批定期由芬兰科学院出资。现在在赫尔辛基理工大学内的卓越研究中心有以下单位。
- 智能与新型无线电研究中心(Smart and Novel Radios Research Unit, SMARAD)  （页面存档备份，存于）(2002-2007)、(2008-2013)
- 生物及纳米高分子研究中心(Bio- and Nanopolymers Research Group) (2002-2007)
- 自适应信息学研究所(Adaptive Informatics Research) (2006-2011)
- 计算机复杂系统研究所(Computational Complex Systems Research)  (2006-2011)
- 计算机纳米科学研究中心(Computational Nanoscience) (2006-2011)
- 低温量子现象及设备研究中心(Low Temperature Quantum Phenomena and Devices) (2006-2011)
- 系统神经科学及神经影像学研究中心(Systems Neuroscience and Neuroimaging Research) (2006-2011)，与赫尔辛基大学合作
- 数据算法分析研究中心(Algothrimic Data Anylysis) (2008-2013, 与 赫尔辛基大学)合作
- 赫尔辛基大脑研究中心(Helsinki Brain Research Centre or HBRC), with University of Helsinki and the Hospital District of Helsinki and Uusimaa) (2002-2007)
- 应用电子学研究中心(Applied Electronics Laboratory), as a part of Helsinki Brain Research Centre, HBRC (2002-2007)
- 逆问题研究中心(Centre of Excellence in Iverse Problems), with 赫尔辛基大学，奥卢大学和拉彭兰塔科技大学(2006-2011)合作

## 校园文化与学生生活

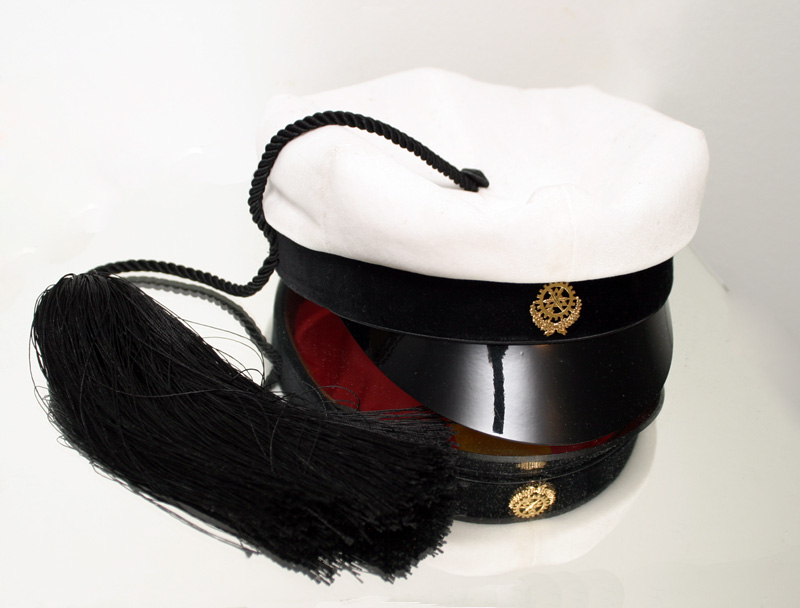
传统芬兰技术学生帽(teekkarilakki), 赫尔辛基工业大学型，TKK型, 在镜子上的一张照片。

阿尔托大学理工学院的校园坐落于奥塔涅米，埃斯波市，数个高科技公司，芬兰森林工业联合实验室，以及企业孵化器（又名，高新技术创业服务中心）（芬兰语Innopoli 和 Technopolis）也同时坐落于此。TKK校园紧邻芬兰生命科学中心，及数家国际知名的企业集团总部，如，诺基亚，通力电梯等。此地区距离赫尔辛基仅15分钟车程。
阿尔托大学理工学院的硬件设施非常齐全且先进，电脑每年更新，软件及时升级，其校园网络完全免费，速度快。学校计算机使用UNIX和WINDOWS XP两大操作系统，学生从学校IT Desk注册后，取得用户名，可以随时（一天24小时，一周7天）免费进入机房使用电脑和英特网。
TKK以其丰富的学生社团活动及科技学生会（teekkaris）组织闻名，出席多数公共活动时，他们经常带着一顶别致的帽子且穿着有特点的工装裤。社团也经常组织重要的慈善活动。

## 学生住宿
奥塔涅米的住宿地区名为科技学生村（Teekkarikylä） ，其大部分为学生会所有，部分为HOAS(赫尔辛基学生住房基金)所有。截至2005年，学生村为大约2600名学生提供住房。
奥塔涅米校园住宿区的建设始于1950年，当时的第一栋建筑是为了给参加1952年赫尔辛基奥运会的部分运动员提供住宿。一些校园的建筑材料来源于在第二次世界大战期间被前苏联自己的炸弹破坏的前苏联大使馆。后来在一些国际比赛中学生村陆续又被用于接待各国运动员住宿，比较著名的是2005年第十届世界田径锦标赛。在国际上同类建筑中，奥塔涅米学生村建筑质量非常之高。
校园包含了以前学生会的建筑和会展中心Dipoli，Dipoli的设计者为Reima和Raili Pietilä夫妇,其完工于1966年。1993年以后，由于其高昂的维护费用，会展中心的产权从学生会移交到学校。现时经常被用来会展，会议及学生聚会。

## 著名校友
部分毕业于赫工大或曾于赫工大任教和就教的著名学者、知名政治军事人物和其他社会知名人士：
- 亚尔马·梅林，数学系教授，梅林变换发明者，校长(1904 - 1907)。
- 阿尔图里·伊尔马里·维尔塔宁，生物化学系教授，诺贝尔奖获得者(化学, 1945)。
- Teuvo Kohonen（英语：Teuvo Kohonen），计算机科学系教授，神经网络的奠基人，self-organizing map(SOM)发明人。
- Kaisa Nyberg（英语：Kaisa Nyberg），计算机科学系教授，密码学家。
- Gustaf Komppa（英语：Gustaf Komppa），化学系教授，世界上最早的商业化全合成——樟脑发明者。
- 阿尔瓦尔·阿尔托 (1898 - 1976)，(M.Sc. 1921)世界著名建筑师。1940年赴美國耶魯大學和麻省理工學院教授建築學
- Jorma Rissanen（英语：Jorma Rissanen），D.Sc., 信息理论学家。
- Riitta Hari（英语：Ritta Hari），生物医学工程教授，美国国家科学院院士。
- Martti Tiuri（英语：Martti Tiuri），D.Sc.，电气工程系教授，移动通信奠基人。
- Risto Siilasmaa（英语：Rista Siilasmaa），M.Sc.，F-Secure公司的创立者和董事会主席。
- 约尔玛·奥利拉（英语：Jorma Ollila），M.Sc.，诺基亚董事会主席，荷兰皇家壳牌董事会主席。
- 马蒂·阿拉胡赫塔（英语：Matti Alahuhta），D.Sc.，通力公司总裁兼CEO。
- 安蒂·图里，M.Sc.，芬兰最为著名的作家之一，著作被翻译成15种语言。
- Marten Mickos（英语：Mårten Mickos），M.Sc.，MySQL公司前CEO。
- Jyrki Kasvi（英语：Jyrki Kasvi），D.Sc.，芬兰国会议员。
- Satu Hassi（英语：Satu Hassi），Lic.Sc.，欧洲议会议员，前芬兰国会议员和环境与发展合作部部长。
- 塔图·于勒宁，Lic.Sc.，SSH(Secure Shell)设计者。
- 马里奥·马蒂凯宁-卡尔斯特伦，M.Sc.，芬兰国会议员，1988年冬奥运会金牌得主。
- Jaakko Ihamuotila（英语：Jaakko Ihamuotila），千禧科技基金会(Millennium Prize Foundation)主席。
- Stig Gustavson（英语：Stig Gustavson），KCI科尼(KCI Konecranes)集团董事局主席。
- 张霞昌，D.Sc.，芬兰Enfucell公司首席技术官(CTO)，纸制电池发明人，2006影响世界华人大奖得主。

## 歷任校長

### Technical School of Helsinki  1849–1872
1848–1874:        Anders Olivier Saelan

### Polytechnic School 1872–1879
1874–1880:        Karl Leonard Lindeberg

### Polytechnic Institute 1879–1908
1880–1903:        Ernst Edvard Qvist
1904–1907:        亚尔马·梅林

### 赫尔辛基理工大学 TKK 1908–2009
1907–1910:        Carl Gustaf Nyström
1910–1913:        Anton Uno Albrecht
1913–1916:        Karl Axel Mauritz Ahlfors
1916–1919:        Taavi Hirn
1919–1928:        Aleksander Leonard Hjelmman
1928:              Onni Alcides Tarjanne
1928–1937:        Aleksander Leonard Hjelmman
1937–1940:        Hjalmar Viktor Brotherus
1940–1943:        Martti Albert Levón
1943–1946:        Johan Edvard (Jussi) Paatela
1946–1955:        Martti Albert Levón
1955–1965:        Jaakko Juhani Rahola
1965–1968:        Sten Einar Stenij
1968–1970:        Torsti Rafael Verkkola
1970–1979:        Veikko Pentti Johannes Laasonen
1979–1985:        Paul Adolf Wuori
1985–1994:        Jussi Matti Ilmari Hyyppä
1994–2003:        Paavo Uronen
2003–2009:        Matti Tapani Pursula